# فرديناند أبيل
فرديناند أبيل (بالإنجليزية: Ferdinand Abell)‏ هو شخصية أعمال أمريكي، ولد في 8 يوليو 1833 في بوتكيت في الولايات المتحدة، وتوفي في 1928.